# 등원중학교
등원중학교(登元中學校)는 대한민국 서울특별시 강서구 등촌동에 있는 공립 중학교이다.

## 학교 연혁
- 1995년 1월 10일 : 등원중학교 36학급 설립 인가
- 1995년 3월 2일 : 초대 장영익 교장 취임
- 1995년 3월 3일 : 제1회 입학식(8학급)
- 1998년 2월 13일 : 제1회 졸업식(8학급)
- 2011년 9월 3일 : 체육관(등향관) 준공
- 2011년 10월 15일 : 자기주도 학습실(벼리방) 준공
- 2012년 2월 20일 : 학생식당 준공
- 2023년 9월 1일 : 제9대 김경중 교장 취임
- 2023년 2월 8일 : 제26회 졸업식(87명, 졸업생 총수 7,925명)
- 2024년 3월 4일 : 제29회 입학식(6학급 114명)

## 참고 자료
- 등원중학교 - 한국교육학술정보원 학교알리미